# Dendropemon confertiflorus
Dendropemon confertiflorus är en tvåhjärtbladig växtart som först beskrevs av Krug. & Urb., och fick sitt nu gällande namn av A. Leiva & I. Arias. Dendropemon confertiflorus ingår i släktet Dendropemon och familjen Loranthaceae. Inga underarter finns listade i Catalogue of Life.